# Гојко Балетић
Гојко Балетић (Скопље, 3. март 1956) српски је позоришни, телевизијски и филмски глумац.

## Биографија
Гојко Балетић је рођен у Скопљу 3. марта 1956. године. Глуму је дипломирао на Факултету драмских уметности у Београду, у класи професора Арсенија Јовановића. Стални је члан Народног позоришта од 1985. године. Поред улога у позоришту остварио је запажене улоге и у телевизијским серијама, најпознатији је по улози Бранка Пантића из филмског серијала Тесна кожа, као и по улози адвоката Шљивића из серије Бела лађа.

## Филмографија
| Год.       | Назив                             | Улога               |
| ---------- | --------------------------------- | ------------------- |
| 1970.-те   |                                   |                     |
| 1979.      | Јоаким                            |                     |
| 1979.      | Другарчине                        | Капетан             |
| 1980.-те   |                                   |                     |
| 1981.      | Усељење                           | келнер              |
| 1981.      | Светозар Марковић (ТВ серија)     |                     |
| 1982.      | Венеријанска раја                 | келнер              |
| 1982.      | Бунар                             | Члан партије        |
| 1982.      | Тесна кожа                        | Бранко Пантић       |
| 1983.      | Мајка Вукосава пише говор         |                     |
| 1983.      | Балкан експрес                    | Бошко               |
| 1984.      | Камионџије опет возе              |                     |
| 1984.      | Камионџије 2                      |                     |
| 1985.      | Томбола                           |                     |
| 1985.      | Приче из бечке шуме               |                     |
| 1985.      | Шест дана јуна                    | конобар             |
| 1986.      | Отац и син                        | келнер              |
| 1987.      | Увек спремне жене                 | новинар             |
| 1987.      | Тесна кожа 2                      | Бранко Пантић       |
| 1988.      | Заборављени                       | лекар               |
| 1988.      | Како засмејати господара          |                     |
| 1988.      | The Fortunate Pilgrim             |                     |
| 1988.      | Тајна манастирске ракије          | милиционер          |
| 1988.      | Тесна кожа 3                      | Бранко Пантић       |
| 1988.      | Балкан експрес 2                  | бубњар              |
| 1989.      | Бољи живот                        | лекар               |
| 1989.      | Сеобе                             |                     |
| 1989.      | Балкан експрес 2 (ТВ серија)      | бубњар              |
| 1990.-те   |                                   |                     |
| 1990.      | Солунци говоре                    |                     |
| 1991.      | Монтенегро                        |                     |
| 1991.      | Заборављени (ТВ серија)           | лекар               |
| 1990-1991. | Бољи живот                        | лекар               |
| 1981.      | Тесна кожа 4                      | Бранко Пантић       |
| 1994.      | Голи живот                        | Војник са Требевића |
| 1996.      | Горе доле                         | Жакулин пријатељ    |
| 1997.      | Чкаља Но. 1                       |                     |
| 1998.      | Никољдан 1901. године             | Јорганџија Јанаћко  |
| 1998.      | Џандрљиви муж                     |                     |
| 2000.-те   |                                   |                     |
| 2001.      | Породично благо                   | менаџер             |
| 2001.      | Бар—Београд вија Пекинг           |                     |
| 2004.      | Трагом Карађорђа                  | Станоје             |
| 2004.      | Стижу долари                      | Илић                |
| 2004.      | Карађорђе и позориште             | Карађорђе           |
| 2009.      | Горки плодови                     | директор дома       |
| 2010.-те   |                                   |                     |
| 2010.      | Шесто чуло (ТВ серија)            | Петковски           |
| 2011.      | Мирис кише на Балкану (ТВ серија) | Италијански конзул  |
| 2007-2011. | Бела лађа                         | адвокат Шљивић      |
| 2013.      | Тесна кожа 5                      | Бранко Пантић       |
| 2017.      | Хоризонти                         | Милан               |
| 2020.-те   |                                   |                     |
| 2020.      | Калуп                             | Јован               |
| 2021.      | Александар од Југославије         | Бранислав Нушић     |

## Позориште
Представе у народном позоришту:
- Црвени шал
- Солунци говоре
- Госпођа министарка
- Мадам Сан Жен
- Косовска хроника
- Мандрагола
- Мамац
- Галеб
- Идиот
- Балканска пластика
- Сузе су ОК
- Ромео и Јулија
- Веселе жене виндзорске